# إدوين ليلاند جيمس
إدوين ليلاند جيمس (بالإنجليزية: Edwin Leland James)‏ هو صحفي أمريكي، ولد في 25 يونيو 1890 في ايرفينغتون في الولايات المتحدة، وتوفي في 3 ديسمبر 1951 في نيويورك في الولايات المتحدة.